# 謝利謝 (薩爾內區)
51°11′37″N 26°54′8″E / 51.19361°N 26.90222°E
謝利謝（烏克蘭語：Селище），是烏克蘭的村落，位於該國西北部羅夫諾州，由薩爾內區負責管轄，始建於1690年，面積1.5平方公里，海拔高度173米，2001年人口1,500，人口密度每平方公里998人。